# Ruben Schaken
Ruben Schaken, född 3 april 1982 i Amsterdam, Nederländerna, är en nederländsk fotbollsspelare som spelar som ytter för den nederländska klubben ADO Den Haag i Eredivisie. Han har tidigare även spelat för Nederländernas landslag.

## Meriter

### VVV-Venlo
- Eerste Divisie: 2008/2009

### Individuellt
- Årets spelare i Eerste Divisie: 2007/2008